# Propustularia
Propustularia is een geslacht van weekdieren uit de klasse van de Gastropoda (slakken).

## Soort
- Propustularia surinamensis (G. Perry, 1811)